# Dicranomyia (Dicranomyia) vicarians
Dicranomyia (Dicranomyia) vicarians is een tweevleugelige uit de familie steltmuggen (Limoniidae). De soort komt voor in het Australaziatisch gebied.